# Heavy metal
Heavy metal (em tradução livre: metal pesado) (ou simplesmente metal) é um gênero do rock que se desenvolveu no final da década de 1960 e no início da década de 1970, em grande parte no Reino Unido e nos Estados Unidos. Tendo como raízes o blues-rock e o rock psicodélico (psicadélico, em português europeu), as bandas que criaram o heavy metal desenvolveram um som massivo e encorpado, caracterizado por um timbre saturado e distorcido dos amplificadores, pelas cordas graves da guitarra para a criação de riffs e pela exploração de sonoridades em tons menores, dando um ar sombrio às composições. O Allmusic afirma que "de todos os formatos do rock 'n' roll, o heavy metal é a forma mais extrema em termos de volume e teatralidade".
As primeiras bandas de heavy metal como Led Zeppelin, Deep Purple e Black Sabbath atraíram um grande público, apesar de muitas vezes serem desdenhadas pelos críticos, um fato comum em toda a história do gênero. Em meados da década de 1970, a banda Judas Priest ajudou a impulsionar a evolução do gênero suprimindo muito da influência do blues existente; o Motörhead introduziu a sensibilidade do punk rock e uma ênfase crescente na velocidade. Bandas do New Wave of British Heavy Metal como Iron Maiden e Saxon seguiram o mesmo caminho.
Durante a década de 1980, o glam metal tornou-se uma força comercial com grupos como Mötley Crüe e Poison. O underground produziu cenas mais extremas e estilos agressivos: o thrash metal invadiu o mainstream trazendo à luz bandas como Anthrax, Megadeth, Metallica e Slayer, enquanto outros estilos ainda mais pesados como o death metal e o black metal permaneceram como fenômenos da subcultura do metal. Desde meados da década de 1990, estilos populares como o groove metal (ex.: Pantera) que combina metal extremo com hardcore punk, e o nu metal (ex.: Korn), que incorpora elementos de grunge e hip hop, ajudaram a ampliar a definição do gênero.

## Características
O heavy metal se caracteriza tradicionalmente por guitarras altas e distorcidas, ritmos enfáticos, um som de baixo-e-bateria denso e vocais vigorosos. Os subgêneros do metal tradicionalmente enfatizam, alteram ou omitem um ou mais destes atributos. Segundo o crítico do New York Times Jon Pareles, "na taxonomia da música popular, o heavy metal é a principal subespécie do hard rock — o tipo com menos síncope, menos blues, com mais ênfase no espetáculo e mais força bruta." A típica formação da banda inclui um baterista, um baixista, um guitarrista base, um guitarrista solo e um cantor, que pode ou não também tocar algum dos instrumentos. Teclados são por vezes usados para enriquecer o corpo do som; as primeiras bandas de heavy metal costumavam usar um órgão Hammond, enquanto sintetizadores se tornaram mais comuns posteriormente.

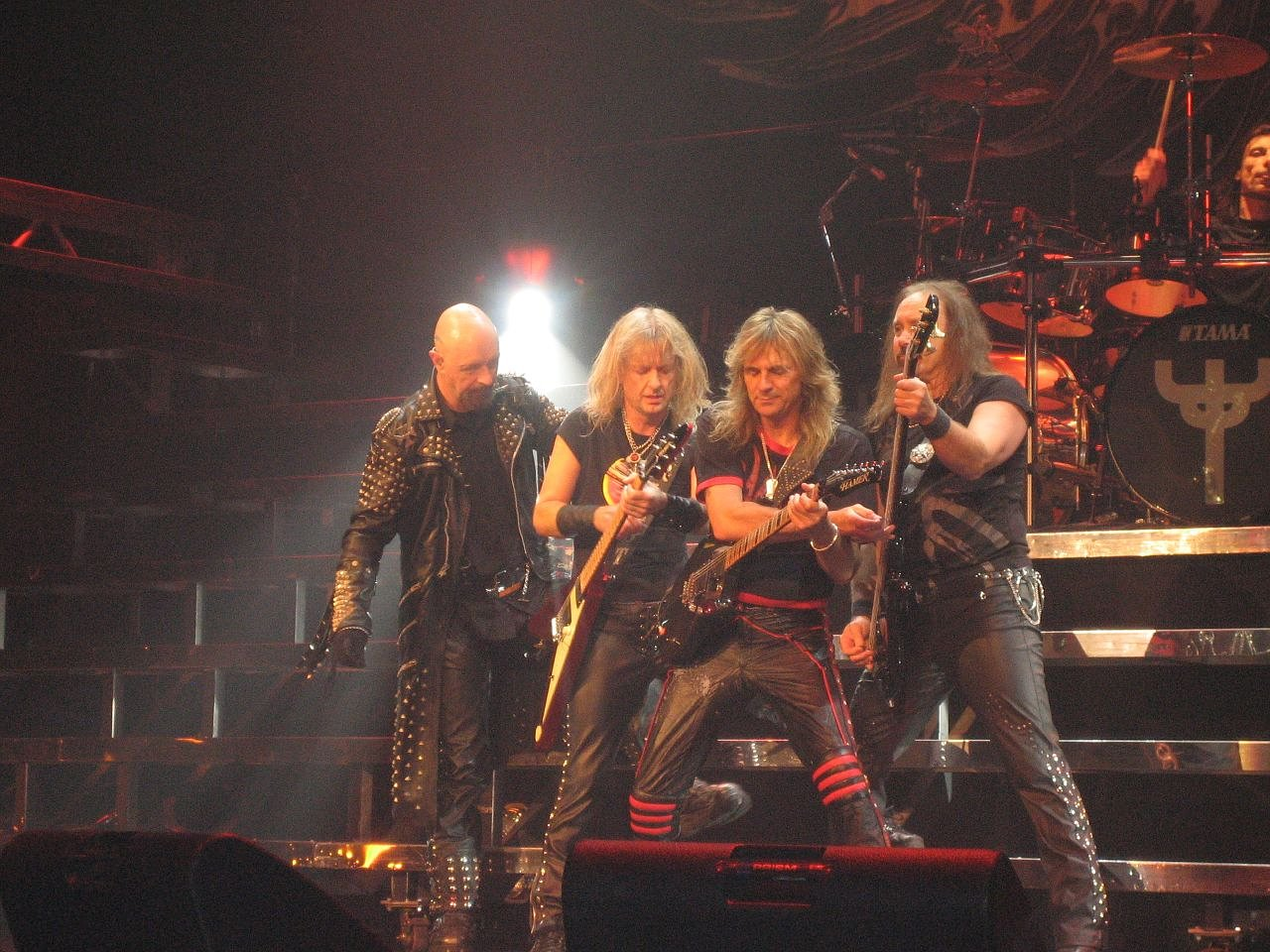
Judas Priest em show de 2005

A guitarra elétrica e o poder sônico que ela projeta através dos amplificadores foi, historicamente, o elemento chave do heavy metal. As guitarras frequentemente são tocadas com pedais de distorção, por meio de amplificadores de tubo com bastante overdrive, criando um som espesso, poderoso e "pesado". Um elemento central do heavy metal é o solo de guitarra, uma forma de cadenza. À medida que o gênero se desenvolveu, solos e riffs mais sofisticados e complexos tornaram-se parte integral do estilo. Guitarristas usam técnicas como sweep-picking e tapping para tocar com mais velocidade, e diversos estilos do metal enfatizam demonstrações de virtuosismo. Algumas bandas influentes do gênero, como Judas Priest e Iron Maiden, têm dois ou até mesmo três guitarristas que partilham tanto a guitarra base quanto a solo. Uma característica importante é o uso de escalas pentatônicas, exemplificado em bandas como Led Zeppelin, Deep Purple ou Black Sabbath.
O papel principal da guitarra no heavy metal frequentemente colide com o papel tradicional de líder da banda (bandleader) do vocalista, o que cria uma tensão musical à medida que os dois "disputam pela dominância" num espírito de "rivalidade afetuosa". O heavy metal "exige a subordinação da voz" ao som geral da banda. Refletindo as raízes do metal na contracultura da década de 1960, uma "demonstração explícita de emoção" é exigida dos vocais, como sinal de autenticidade. O crítico Simon Frith alega que o "tom de voz" do cantor do metal é mais importante do que as letras. Os vocais do metal variam enormemente de acordo com o estilo, do enfoque teatral, abrangendo múltiplas oitavas, de Rob Halford, do Judas Priest, e Bruce Dickinson, do Iron Maiden, até o estilo rouco de Lemmy, do Motörhead, e James Hetfield, do Metallica, chegando até ao urro gutural de diversos vocalistas de death metal.

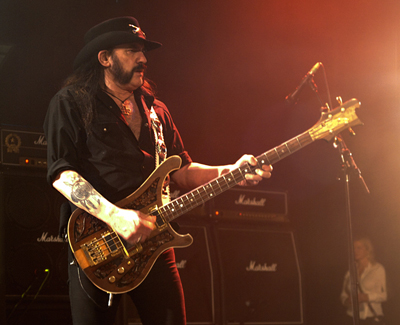
Motörhead em show de 2011

O papel de relevo do baixo também é crucial para o som do metal, e o intercâmbio entre o baixo e a guitarra formam um elemento central do estilo. O baixo fornece o som grave necessário para tornar a música "pesada". As linhas de baixo do metal variam enormemente em termos de complexidade, desde a manutenção de um simples ponto pedal grave até servir como "alicerce" para os guitarristas, dobrando riffs e licks complexos juntamente com as guitarras base e/ou ritmo. Algumas bandas contam com o baixo como um instrumento solo, um enfoque popularizado pelo baixista Cliff Burton, do Metallica, no início da década de 1980.
A essência da bateria do metal consiste em criar uma batida alta e constante para a banda, usando a "trifeta da velocidade, força e precisão". A bateria do metal "requer uma quantidade excepcional de resistência", e os bateristas do estilo têm de desenvolver "destreza, coordenação e velocidade consideráveis para tocar os padrões complexos" utilizados no metal. Uma técnica característica da bateria do metal é o abafamento do prato, que consiste na percussão de um prato seguida pelo seu silenciamento imediato, através do uso da outra mão (ou, em alguns casos, da própria mão que o percutiu), produzindo uma curta emissão sonora. O setup da bateria do metal geralmente é muito maior do que o que é utilizado em outras formas de rock.
Nas performances ao vivo o volume — "um ataque sonoro", na descrição do sociólogo Deena Weinstein — é considerado vital. Em seu livro Metalheads, o psicólogo Jeffrey Arnett se refere aos shows de heavy metal como "o equivalente sensorial da guerra." Logo após os primeiros passos dados por Jimi Hendrix, Cream e The Who, as primeiras bandas de heavy metal, como Blue Cheer, estabeleceram novos marcos em termos de volume. Segundo o próprio vocalista do Blue Cheer, Dickie Peterson, "tudo o que sabíamos é que queríamos mais força." Uma crítica de um show do Motörhead de 1977 registrou como "o volume excessivo figura com destaque particular no impacto da banda." Segundo Weinstein, da mesma maneira que a melodia é o principal elemento da música pop e o ritmo é o principal foco da house music, som, timbre e volume poderosos são os elementos-chave do metal; o volume excessivo teria como intenção "varrer o ouvinte para dentro do som", fornecendo-lhe uma "dose de vitalidade jovial". A fixação do heavy metal com o volume foi satirizada no documentário de comédia This Is Spinal Tap, no qual um guitarrista de metal alega ter modificado seus amplificadores para "irem até o onze".

### Linguagem musical

#### Ritmo e tempo
O ritmo nas canções de metal é enfático, com acentuações intencionais. A ampla gama de efeitos sonoros disponíveis para os bateristas do metal permite que os padrões rítmicos utilizados assumam grande complexidade e mantenham a sua insistência e potência elementares. Em boa parte das canções do estilo a levada principal caracteriza-se por figuras rítmicas curtas, de duas ou três notas — geralmente compostas de colcheias ou semicolcheias. Estas figuras rítmicas costumam ser executadas com ataques em staccato, criados através da técnica conhecida como palm muting, na guitarra base.

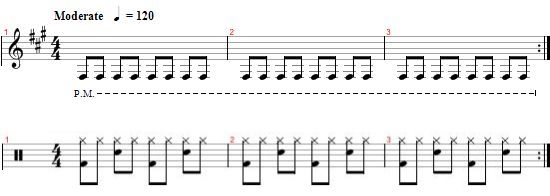
Exemplo de um padrão rítmico usado no heavy metal

Células rítmicas breves, abruptas e independentes são juntadas a frases rítmicas com uma textura distinta, frequentemente irregular. Estas frases são utilizadas para criar um acompanhamento rítmico e figuras melódicas chamadas de riffs, que ajudam a criar ganchos temáticos. As canções de heavy metal também usam figuras rítmicas mais longas, como acordes, semibreves ou com a duração de uma semínima nas chamadas power ballads mais lentas. O tempo no heavy metal mais antigo tinha a tendência a ser "lento, até mesmo ponderoso." No fim da década de 1970, no entanto, as bandas de metal empregavam uma ampla variedade de andamentos. Na década de 2000, os andamentos do metal variam de baladas lentas (semínima = cerca de 60 batidas por minuto) até andamentos blast beat extremamente rápidos (semínima = 350 batidas por minuto).

#### Harmonia
Uma das marcas registradas do estilo é uma forma de acorde tocada na guitarra, e conhecida como power chord. Em termos técnicos, o power chord é relativamente simples: envolve apenas um único intervalo principal, geralmente a quinta perfeita, embora uma oitava possa ser acrescentada para dobrar a raiz. Embora o intervalo da quinta perfeita seja a base mais comum para o power chord, estes acordes também podem ser baseados em intervalos diferentes, como a terça menor, a terça maior, a quarta perfeita, a quinta diminuta ou a sexta menor. A maior parte dos power chords também é tocada com base numa disposição dos dedos que pode ser facilmente deslocada por todo a extensão do braço.

#### Típicas estruturas harmônicas
O heavy metal costuma estar fundamentado em riffs criados com os três principais traços harmônicos: escalas em progressões modais, trítonos e progressões cromáticas, além do uso de pontos pedais. O heavy metal tradicional tende a empregar escalas modais, em especial os modos frígio e eólio. Harmonicamente, isto significa que o estilo costuma incorporar progressões de acordes modais, como as progressões eólias I-VI-VII, I-VII-(VI) ou I-VI-IV-VII e as progressões frígias que implicam a relação entre I e ♭II (I-♭II-I, I-♭II-III, ou I-♭II-VII, por exemplo). Relações cromáticas ou de trítonos, de sonoridade tensa, são usadas em diversas progressões de acordes do metal.
O trítono, um intervalo musical que abrange três tons inteiros — como dó e fá sustenido — era uma dissonância proibida no canto eclesiástico medieval, que fez com que os monges o chamassem de "diabolus in música" —"o diabo na música", em latim. Devido a esta associação simbólica original, o intervalo passou a ser visto na convenção cultural do Ocidente como "mau". O heavy metal usou extensivamente o trítono em seus solos e riffs de guitarra, dos quais um dos exemplos mais notórios é o início da canção "Black Sabbath", da banda homônima.
As canções de gênero fazem uso frequente do ponto pedal como base harmônica. Um ponto pedal é um tom que é sustentado, tipicamente por um instrumento grave, durante o qual pelo menos uma harmonia "estranha" (ou seja, dissonante) é tocada pelos outros instrumentos.

#### Relação com a música clássica

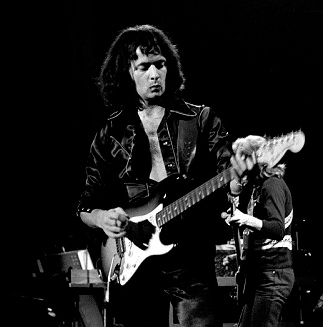
Ritchie Blackmore, fundador do Deep Purple e Rainbow, conhecido por inovar incorporando elementos de música clássica ao heavy metal

Para o musicólogo Robert Walser, ao lado do blues e do R&B, a "junção dos estilos musicais díspares conhecidos... como 'música clássica'" foi uma das principais influências do heavy metal desde os primeiros dias do gênero. Segundo Walser, "os músicos mais influentes [do estilo] foram guitarristas ou violonistas que estudaram a música clássica. Sua apropriação e adaptação dos modelos clássicos foi a fagulha para o desenvolvimento de um novo tipo de virtuosismo na guitarra e de mudanças na linguagem harmônica e melódica do heavy metal". O Grove Music Online afirma que "a década de 1980 trouxe uma adaptação geral da progressão de acordes e práticas de virtuosismo dos modelos europeus do século XVIII, especialmente de Bach, Richard Wagner e Vivaldi, por guitarristas influentes como Ritchie Blackmore, Marty Friedman, Jason Becker, Uli Jon Roth, Eddie Van Halen, Randy Rhoads e Yngwie Malmsteen." Kurt Bachman do Believer diz que "se feito corretamente, o metal e música clássica ficam muito bem juntos. Música clássica e metal são provavelmente os gêneros que tem mais em comum quando se trata de sentimento, textura, criatividade.
Embora diversos músicos de metal citem compositores clássicos como sua fonte de inspiração, o metal e a música clássica têm suas raízes em tradições culturais e práticas diferentes — a música clássica na tradição da música artística, e o metal na tradição da música popular. Como notaram os musicólogos Nicolas Cook e Nicola Dibben, "análises da música popular por vezes também revelam a influência das 'tradições artísticas'. Um exemplo é a associação feita por Walser da música heavy metal com as ideologias e até mesmo com as práticas performáticas do Romantismo do século XIX. No entanto, seria claramente errado alegar que tradições como o blues, rock, heavy metal, rap ou dance music derivam primordialmente da 'música artística'."

### Temática

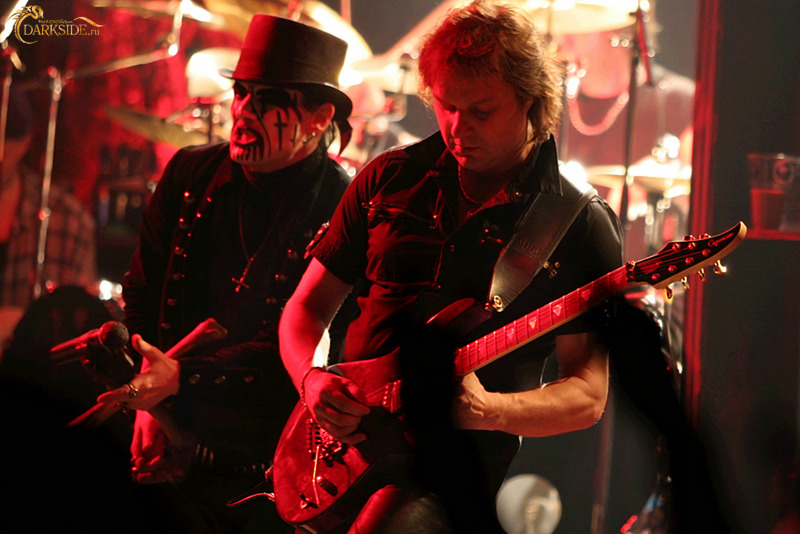
King Diamond, conhecido por compor álbuns conceituais sobre histórias de terror

O Black Sabbath e as muitas bandas de metal que eles influenciaram concentraram a temática de suas letras "em assuntos soturnos e depressivos, até então nunca abordados em qualquer forma de música popular", de acordo com os acadêmicos David Hatch e Stephen Millward, que tomam como exemplo o álbum Paranoid, de 1970, que "continha canções que lidavam com traumas pessoais — 'Paranoid' e 'Fairies Wear Boots' (que descrevia os lados menos glamourosos do consumo de drogas) — bem como confrontavam questões mais amplas, como a autoexplicativa 'War Pigs' ("porcos de guerra") e 'Hand of Doom'". O holocausto nuclear também foi abordado em canções do metal, como "2 Minutes to Midnight", do Iron Maiden, e "Killer of Giants", de Ozzy Osbourne. A morte é um tema frequente do heavy metal, abordado rotineiramente na letra de bandas tão diferentes quanto Slayer e W.A.S.P. As formas mais extremas do death metal e do grindcore tendem a ter letras agressivas e escatológicas.
Desde as raízes do gênero no blues, o sexo é outro importante tópico das letras do heavy metal — um filão que vai desde as letras sugestivas do Led Zeppelin até às referências mais explícitas das bandas de glam e nu metal. Tragédias românticas são um tema corriqueiro do gothic e doom metal, bem como do nu metal, onde a ira e a revolta adolescente é outro tópico central. Canções de heavy metal frequentemente apresentam letras inspiradas pelo bizarro e pelo fantástico, o que lhes dá uma qualidade escapista. As canções do Iron Maiden, por exemplo, inspiravam-se em peças da mitologia, da ficção e da poesia, como "Rime of the Ancient Mariner", baseada no poema homônimo de Samuel Taylor Coleridge.[carece de fontes?] Outros exemplos incluem "The Wizard", do Black Sabbath, "The Conjuring" e "Five Magics", do Megadeth, e "Dreamer Deceiver", do Judas Priest. A partir da década de 1980, com a ascensão do thrash metal e de canções como "...And Justice for All", do Metallica, e "Peace Sells", do Megadeth, mais letras do metal passaram a incluir críticas sociopolíticas. Gêneros como o death metal melódico, o metal progressivo e o black metal costumam explorar temas filosóficos.
O conteúdo temático do heavy metal tem sido por muito tempo alvo de críticas. De acordo com Jon Pareles, "o principal assunto do heavy metal é simples e virtualmente universal. Com grunhidos, gemidos e letras subliterárias, ele celebra... uma festa sem limites... O grosso da música é estilizado e formulista." Diversos críticos de música definiram as letras do metal como juvenis e banais, enquanto outros manifestaram suas objeções ao que viam como a apologia à misoginia e ao ocultismo. Durante a década de 1980, a organização americana Parents Music Resource Center enviou uma petição ao Congresso dos Estados Unidos visando regulamentar a indústria da música popular, devido ao que o grupo via como letras questionáveis, especialmente em canções de heavy metal. Em 1990 o Judas Priest foi processado nos Estados Unidos pelos pais de dois rapazes que se suicidaram cinco anos antes, supostamente depois de terem ouvido uma mensagem subliminar (do it, "façam isso") numa canção da banda. Embora o caso tenha atraído muita atenção da mídia, acabou sendo arquivado. Em países predominantemente muçulmanos o heavy metal é denunciado oficialmente como uma ameaça aos valores tradicionais; em países como Marrocos, Egito, Líbano e Malásia foram registrados incidentes de prisões e condenações de músicos e fãs de heavy metal.

### Imagem e vestimenta

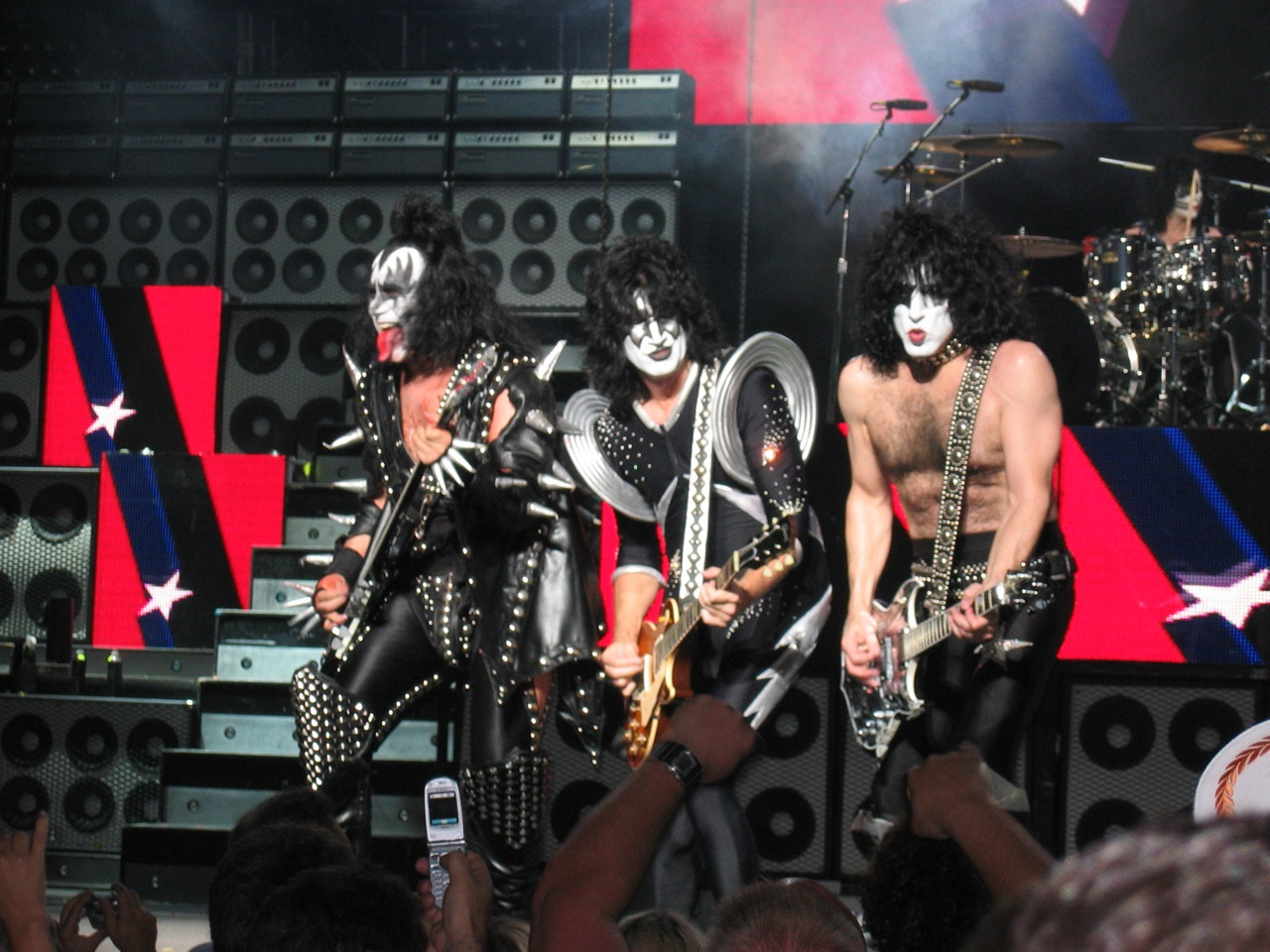
Kiss e sua famosa maquiagem, em apresentação em 2004

Tal como acontece em muitos gêneros populares, a imagem visual possui uma grande importância no heavy metal. Além das canções, a "imagem" de uma banda de heavy metal é expressada na artes da capa dos álbuns, logótipos, cenários nas apresentações, roupas e videoclipes. Várias bandas de heavy metal como Alice Cooper, Kiss, Lordi, Slipknot e Gwar, tornam-se conhecidas, além de por sua música, por suas personae e papéis no palco.
O uso de cabelos longos, de acordo com Weinstein, é a "característica de distinção mais importante da moda metal." Originalmente adotado pela subcultura hippie, os cabelos usados nas décadas de 1980 e 1990 "simbolizavam o ódio, angústia e desencanto de uma geração que nunca se sentiu em casa." de acordo com o jornalista Nader Rahman. O cabelo comprido dava aos membros da comunidade do metal "o poder de que precisavam para se rebelar contra nada em geral."
O uniforme clássico dos fãs de heavy metal consiste de "jeans azul, camisas pretas, botas de couro preto ou jaquetas jeans... camisetas são geralmente estampadas com logotipos ou outras representações visuais de suas bandas de metal favoritas"
Na década de 1980, a moda metal foi influenciada por uma série de fontes, do punk, gótico e filmes de terror. Várias apresentações de heavy metal nas décadas de 1970 e 1980 usavam instrumentos com formas diferentes e cores brilhantes para melhorar a sua aparência no palco. A moda e estilo foi especialmente importante para as bandas de glam metal da época, que usava cabelos longos e tingidos, maquiagem, roupas espalhafatosas, incluindo pele de leopardo, jeans e calças de couro apertadas; e acessórios como tiaras e joias. Pioneiros no heavy metal japonês, o X Japan utiliza um visual conhecido como visual kei, que inclui trajes, cabelo e maquiagem elaborados.

### Gestos físicos

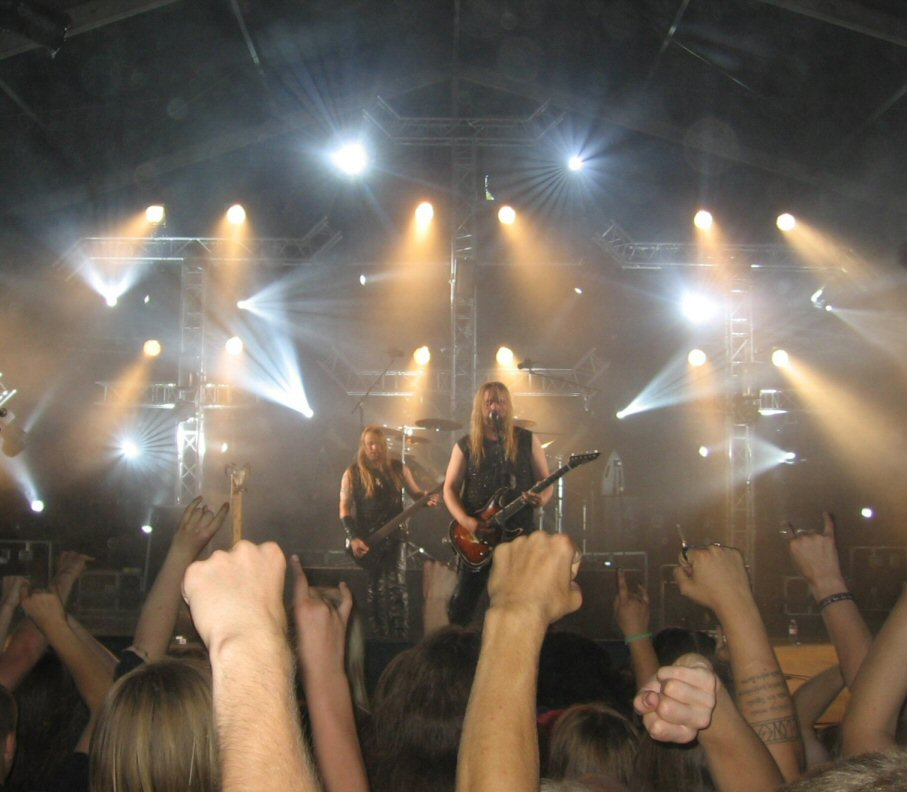
Fãs levantando seus pulsos e fazendo o gesto da mão chifrada em um concerto da banda de heavy metal estoniana Metsatöll, 2006

Muitos músicos de heavy metal, quando se apresentam ao vivo praticam o chamado headbanging (conhecido no Brasil como bate-cabeça), que consiste em balançar a cabeça de acordo com o ritmo da música. Esse movimento fica ainda mais enfatizado quando quem o pratica possui cabelos compridos.
A mão chifrada, gesto utilizado por todas as vertentes do metal, foi popularizado pelo vocalista Ronnie James Dio com o Black Sabbath e Dio. Embora Gene Simmons do Kiss diga que foi o primeiro a fazer o gesto em 1977, na capa do álbum Love Gun, a origem verdadeira do gesto ainda é alvo de especulações.
Espectadores de concertos de metal não dançam de forma usual; Deena Weinstein argumenta que isso se deve ao grande público masculino e a "ideologia extremamente heterossexual". Ela indica dois movimentos corporais que substituem a dança: o headbanging e um impulso com o braço, que é tanto um sinal de apreço quanto um gesto rítmico. A prática da air guitar também é popular entre os fãs do metal. Outras atividades em apresentações incluem o stage diving (mergulhar sobre a plateia), crowd surfing ("surfar" por cima da cabeça da plateia) e empurrar os presentes, gerando uma aparente briga caótica e generalizada (chamado de moshing).

### Subcultura
Deena Weinstein afirma que o heavy metal sobrevive muito mais que outros gêneros de rock em grande parte devido ao surgimento de uma intensa, excludente e forte subcultura masculina. Embora os fãs de heavy metal sejam em grande parte jovens, brancos, do sexo masculino e da classe trabalhadora, costumam ser "tolerantes com aqueles que estão fora de sua base demográfica". A identificação como subcultura não é somente pela experiência compartilhada em concertos e elementos comuns de vestimenta, mas também com publicações direcionadas exclusivamente ao gênero e mais recentemente, websites.
A cena do metal tem sido caracterizada como uma "subcultura da alienação", com seu próprio código de autenticidade. Este código coloca várias exigências sobre os artistas: eles devem parecer completamente dedicados à música e leais à subcultura que a suporta; devem parecer desinteressados em apelo popular e hits de rádio e nunca devem "se vender". Isso promove uma "oposição à autoridade estabelecida e separação do resto da sociedade." Estudiosos de heavy metal notaram a tendência dos fãs em classificar e rejeitar alguns artistas (e outros fãs) como "posers" "que fingem ser parte da subcultura mas são considerados sem autenticidade e sinceridade."

## Etimologia
A origem do termo inglês heavy metal ("metal pesado") em um contexto musical é incerta; a frase foi relacionado por séculos com a química e a metalurgia, onde a tabela periódica organiza os elementos como metais leves e metais pesados (exemplo: urânio). Um exemplo de um dos primeiros usos da palavra na cultura popular moderna foi feito pelo escritor contracultural William S. Burroughs, que, em seu romance de 1962, The Soft Machine, incluiu um personagem conhecido como "Uranian Willy, the Heavy Metal Kid". Seu romance seguinte, Nova Express, de 1964, desenvolveu o tema, usando heavy metal como uma metáfora para drogas que viciam: "Com suas doenças e drogas orgásticas e suas formas de vida parasitas e assexuadas — Pessoas de Metal Pesado de Urano, envoltas numa fria névoa azul de notas de dinheiro vaporizadas — e as Pessoas Inseto de Minraud, com a música metal."

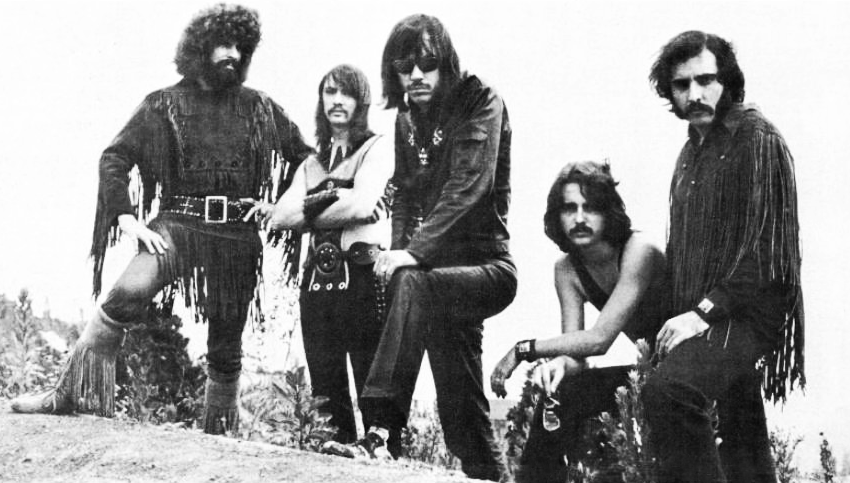
Steppenwolf em 1971

O historiador de metal Ian Christe, descreveu o que os componentes do termo significavam em "hippiespeak", a "linguagem dos hippies" da época: "heavy", "pesado", seria um sinônimo aproximado de "potente" ou "profundo", e "metal" indicaria um certo tipo de estado de espírito, pesado e opressivo como o metal. A palavra "heavy", neste sentido, era um elemento básico da cultura beatnik e, posteriormente, da gíria usada na contracultura, e referências à "música pesada" ("heavy music") — tipicamente variações mais lentas e mais amplificadas das canções pop tradicionais — já eram comuns em meados da década de 1960. O álbum de estreia do Iron Butterfly, lançado no início de 1968, recebeu o título de Heavy. O primeiro uso do termo heavy metal numa gravação foi a referência a uma motocicleta na canção "Born to Be Wild", da banda Steppenwolf, também lançada naquele ano: "I like smoke and lightning/Heavy metal thunder/Racin' with the wind/And the feelin' that I'm under." Uma alegação posterior, e questionada, sobre a fonte do termo, foi feita por "Chas" Chandler, ex-empresário do Jimi Hendrix Experience; numa entrevista de 1995 ao programa Rock and Roll, da PBS, ele assegurou que heavy metal "era um termo que veio de um artigo do New York Times sobre um show de Jimi Hendrix", onde o jornalista comparou o evento a "ouvir metal pesado caindo do céu." A fonte para esta alegação nunca foi encontrada.
O primeiro uso documentado da expressão para descrever um tipo de rock foi em matérias do crítico musical Mike Saunders. Na edição de 12 de novembro de 1970 da revista Rolling Stone, Saunders comentou a respeito de um álbum lançado no ano anterior pela banda britânica Humble Pie: "As Safe As Yesterday Is, seu primeiro lançamento nos Estados Unidos, provou que o Humble Pie podia ser tedioso das mais diversas maneiras. Aqui eles se mostravam uma banda de um rock de merda, heavy metal arrastado, barulhento e sem melodia, com as partes altas e barulhentas óbvias demais. Havia umas duas canções boas… e uma pilha monumental de lixo." Ele ainda descreveu o seu álbum mais recente, lançado com o mesmo nome da banda, como "mais da mesma porcaria de metal pesado de 27.ª categoria." Numa crítica do álbum Kingdom Come, de Sir Lord Baltimore, na edição de maio de 1971 da revista Creem, Saunders escreveu: "Sir Lord Baltimore parece ter dominado todos os melhores truques do manual do heavy metal. O crítico Lester Bangs, da Creem, recebeu o crédito pela popularização do termo, através de seus ensaios, escritos no início da década de 1970, sobre bandas como Led Zeppelin e Black Sabbath. Por toda a década, a expressão heavy metal foi usada por alguns críticos como uma forma praticamente automática de se fazer um comentário depreciativo. Em 1979 o popular crítico musical do New York Times, John Rockwell, descreveu o que ele chamou de "heavy-metal rock" como "música brutalmente agressiva tocada principalmente para mentes enevoadas pelas drogas," e, num artigo diferente, como "um exagero cru dos elementos básicos do rock que agrada a adolescentes brancos."
Cunhado pelo baterista Bill Ward do Black Sabbath, "downer rock" foi um dos primeiros termos usados para descrever o estilo. Somente mais tarde, o termo seria substituído por "heavy metal".
Os termos "heavy metal" e "hard rock" frequentemente foram usados de maneira indiscriminada ao se falar sobre as bandas da década de 1970, um período em que os termos eram, na maior parte dos casos, sinônimos. Por exemplo, a edição de 1983 da Rolling Stone Encyclopedia of Rock & Roll incluiu a seguinte passagem: "conhecido por seu estilo agressivo de hard-rock com base no blues, o Aerosmith era a principal banda americana de heavy metal em meados da década de 1970."

## História

### Antecedentes: fim da década de 1950 e meados da década de 1960
Enquanto o estilo de guitarra típico do heavy metal, construído em torno de riffs e acordes pesados e distorcidos, pode ter suas origens encontradas nos instrumentais do americano Link Wray, no fim da década de 1950, a linhagem direta do gênero se inicia no meio da década seguinte. O blues americano se tornou uma grande influência para os primeiros músicos do gênero na Grã-Bretanha, e bandas como Rolling Stones e The Yardbirds desenvolveram o blues-rock, gravando covers de muitas canções clássicas do blues, frequentemente acelerando seus andamentos. À medida que experimentavam com a música, estas bandas britânicas influenciadas pelo blues — e as bandas americanas que elas influenciavam, por consequência — desenvolveram o que se tornaria posteriormente a marca registrada do heavy metal, em especial o som alto e distorcido da guitarra. O Kinks desempenhou um papel crucial ao popularizar este som em seu hit de 1964, "You Really Got Me".
Uma contribuição significante para este som emergente nas guitarras era a microfonia, fenômeno facilitado por uma nova geração de amplificadores que surgia. Além de Dave Davies, do Kinks, outros guitarristas, como Pete Townshend (The Who) e Jeff Beck (Tridents), experimentavam com a microfonia. Enquanto o estilo de bateria do blues-rock consistia, na maior parte das bandas, de batidas simples, shuffle, em kits pequenos, os bateristas passaram a usar gradualmente técnicas mais vigorosas, complexas e amplificadas, para se equiparar e poder ser ouvido diante do som cada vez mais alto da guitarra. Os vocalistas passaram também a modificar, da mesma maneira, sua técnica, aumentando sua dependência na amplificação, e muitas vezes tornando sua performance mais estilizada e dramática. Em termos de volume, especialmente nas apresentações ao vivo, a postura da banda britânica The Who e sua "parede de Marshalls" foi seminal. Avanços simultâneos na amplificação e na tecnologia de gravação tornaram possível capturar com sucesso em disco o peso deste novo enfoque que surgia.
A combinação do blues-rock com o rock psicodélico formou boa parte da base original do heavy metal. Uma das bandas mais influentes nesta fusão de gêneros foi o power trio Cream, que formou um som característico, pesado e maciço, através de riffs em uníssono tocados pelo guitarrista Eric Clapton e o baixista Jack Bruce, bem como o uso extensivo dos bumbos de Ginger Baker. Seus dois primeiros LP, Fresh Cream (1966) e Disraeli Gears (1967), são tidos como protótipos essenciais do futuro estilo. O álbum de estreia do Jimi Hendrix Experience, Are You Experienced (1967), também foi extremamente influente. A técnica virtuosística de Hendrix seria emulada por muitos guitarristas do metal, e o single de maior sucesso do álbum, "Purple Haze", é identificado por muitos como o primeiro hit do gênero. As bandas de acid rock, uma vertente do rock psicodélico, ajudaram a definir o heavy metal; e as bandas do gênero que não deixaram de existir acabaram por se tornar bandas de heavy metal, como o Blue Cheer e o Steppenwolf.

### Origens: fim da década de 1960 e início da década de 1970
Em 1968 o som que se tornaria conhecido como heavy metal começou a coalescer. Em janeiro daquele ano Blue Cheer, uma banda de São Francisco, Califórnia, lançou um cover do clássico de Eddie Cochran, "Summertime Blues", retirado de seu álbum de estreia, Vincebus Eruptum — canção que muitos consideram a primeira gravação legítima de heavy metal. Naquele mesmo mês outra banda americana, Steppenwolf, lançou seu álbum de estreia, que continha o clássico "Born to Be Wild", cuja letra se refere ao termo "heavy metal". Em julho daquele ano, duas outras gravações que marcaram época foram lançadas: "Think About It", dos Yardbirds — lado B do último single da banda — com uma performance do guitarrista Jimmy Page que antecipou o estilo de metal que lhe tornaria famoso; e In-A-Gadda-Da-Vida, do Iron Butterfly, com sua faixa-título de 17 minutos, um dos principais concorrentes pelo título de primeiro álbum de heavy metal. Em agosto, a versão single de "Revolution", dos Beatles, com sua bateria e guitarra reverberantes, levou estes novos padrões de distorção a um contexto de alta vendagem.
O Jeff Beck Group, cujo líder havia sido o antecessor de Page nos Yardbirds, lançou seu álbum de estreia naquele mesmo mês; Truth continha alguns dos "ruídos mais derretidos, farpados e absolutamente divertidos de todos os tempos", abrindo caminho para gerações de guitarristas do gênero. Em outubro a nova banda de Page, Led Zeppelin, tocou pela primeira vez ao vivo. Em novembro o Love Sculpture, do guitarrista Dave Edmunds, lançou Blues Helping, onde interpretavam uma versão agressiva e pulsante da "Dança do Sabre", do compositor de música clássica armênio Aram Khachaturian. O chamado Álbum Branco dos Beatles saiu no mesmo mês, e continha "Helter Skelter", uma das canções mais pesadas já lançadas por uma banda até então. A ópera rock S.F. Sorrow, da banda inglesa The Pretty Things, foi lançada em dezembro, e apresentava canções de "proto-heavy metal", como "Old Man Going."

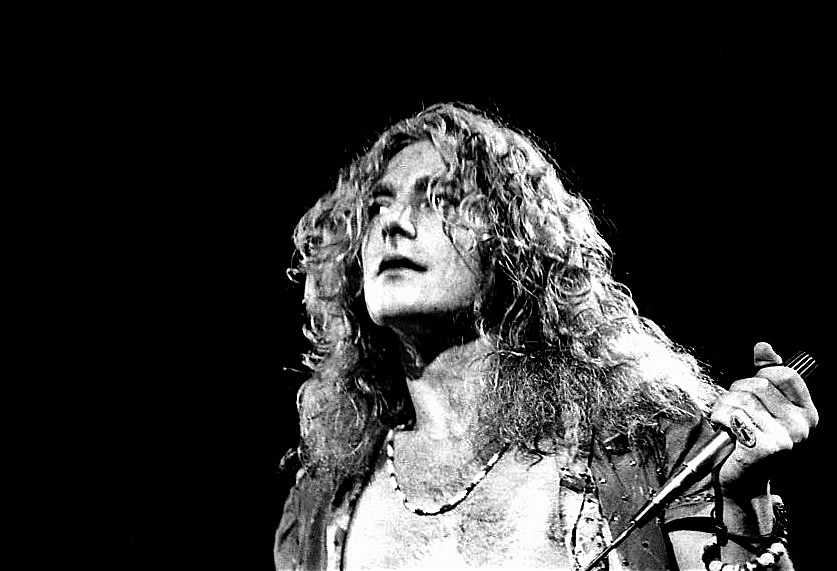
Robert Plant, vocalista do Led Zeppelin

Em janeiro de 1969 o Led Zeppelin lançou o seu álbum homônimo de estreia, que atingiu o 10.º lugar na parada de sucessos da revista americana Billboard. Em julho, o Led Zeppelin e um power trio inspirado no Cream, porém com um som mais cru, o Grand Funk Railroad, tocou no Atlanta Pop Festival. Naquele mesmo mês outro trio com raízes no Cream, liderado por Leslie West, lançou Mountain — um álbum repleto de guitarras pesadas de blues-rock, e vocais rugidos. Em agosto, o grupo — que a esta altura se chama Mountain — tocou um set de uma hora no Festival de Woodstock. O álbum de estreia do Grand Funk, On Time, também saiu no mesmo mês. No outono o álbum Led Zeppelin II atingiu a primeira posição, e o seu single "Whole Lotta Love" chegou à quarta posição na parada pop da Billboard.
O Led Zeppelin definiu aspectos centrais do gênero que emergia, com o estilo altamente distorcido de guitarra de Page, e os vocais dramáticos e lamuriosos de Robert Plant. Segundo o Allmusic, o Led Zeppelin foi a banda definitiva do gênero, não apenas pela sua interpretação agressiva e pesada do blues, mas também por terem incorporado a mitologia, o misticismo e uma variedade de outros gêneros ao seu som. Ao fazer isso, eles teriam estabelecido o formato dominante do gênero. Outras bandas, com um som de metal mais "puro", mais consistentemente pesado, também se revelariam igualmente importantes na codificação do gênero. Os lançamentos em 1970 do Black Sabbath (Black Sabbath e Paranoid) e Deep Purple (In Rock) foram cruciais neste ponto. O Black Sabbath havia desenvolvido um som particularmente pesado, em parte devido a um acidente industrial que o guitarrista Tony Iommi havia sofrido antes de cofundar a banda, e feriu sua mão; incapaz de tocar normalmente seu instrumento, Iommi tinha que utilizar afinações mais graves em sua guitarra, para que seus dedos pudessem alcançar as notas desejadas, e usava power chords, que exigiam dedilhados mais simples. O Deep Purple, que havia flutuado entre diversos estilos no seu início, foi levado rumo ao heavy metal, com a entrada, em 1969, do vocalista Ian Gillan e do guitarrista Richie Blackmore. Em 1970 o Black Sabbath e o Deep Purple conseguirem grande sucesso nas paradas britânicas com "Paranoid" e "Black Night", respectivamente. Naquele mesmo ano, três outras bandas britânicas lançaram álbuns de estreia no estilo: Uriah Heep, com Very 'eavy… Very 'umble, UFO, com UFO 1, e Black Widow, com Sacrifice. O Wishbone Ash, embora não fosse comumente identificado como metal, introduziu um estilo duplo de guitarra-solo/guitarra-base que muitas bandas de metal das gerações posteriores adotariam, enquanto a banda Budgie trouxe o novo som do metal para um contexto do power trio. As letras e o imaginário de ocultismo empregados por bandas como Black Sabbath, Uriah Heep e Black Widow se provariam particularmente influentes; o Led Zeppelin também começou a experimentar com estes elementos em seu quarto álbum, lançado em 1971.
No outro lado do Atlântico quem ditava as tendências era o Grand Funk Railroad, "a banda de heavy metal mais bem-sucedida dos Estados Unidos desde 1970 até o seu fim, em 1976, [eles] estabeleceram a fórmula de êxito da década de 1970: turnês contínuas." Outras bandas identificadas com o metal surgiram nos Estados Unidos, como Dust (primeiro LP em 1971), Blue Öyster Cult (1972), e Kiss (1974). Na Alemanha, o Scorpions estreou com Lonesome Crow, em 1972. Richie Blackmore, que havia despontado como um solista virtuoso em Machine Head (1972), do Deep Purple, abandonou o grupo em 1975 para formar o Rainbow. Estas bandas construíram seu público através de turnês constantes, e shows cada vez mais elaborados. Como mencionado anteriormente, no entanto, ainda existe muito debate acerca de quais bandas merecem realmente o rótulo de "heavy metal", e quais se encaixam apenas na categoria do "hard rock". Aqueles que estão mais próximos das raízes do estilo, no blues, ou que dão maior ênfase à melodia, costumam receber a segunda categorização. O AC/DC, que estreou com High Voltage, em 1975, é um exemplo; seu verbete na enciclopédia de 1983 da Rolling Stone se inicia com "a banda de heavy metal australiana AC/DC…" O historiador do rock Clinton Walker escreveu que "chamar o AC/DC de uma banda de heavy metal na década de 1970 era tão pouco preciso como é hoje... Eram uma banda de rock 'n' roll que apenas calhava ser pesada o bastante para o metal. A questão envolve não apenas definições em constante alteração, porém também uma distinção permanente entre estilo musical e identificação do público; Ian Christe descreve como a banda "se tornou a escada que levou grandes números de fãs do hard rock para a perdição do heavy metal."
Em certos casos, já existe maior concordância. Depois do Black Sabbath, o principal exemplo é a banda britânica Judas Priest, que debutou com Rocka Rolla, em 1974, e viria se tornar uma das bandas mais influentes do gênero. Na descrição de Christie,

| “ | a plateia do Black Sabbath ficou… a ver navios, atrás de sons com um impacto similar. No meio da década de 1970, a estética do heavy metal podia ser identificada, como uma criatura mítica, no baixo temperamental e nas guitarras duplas complexas do Thin Lizzy, na teatralidade de Alice Cooper, nas guitarras estridentes e nos vocais exibidos do Queen, e nas questões medievais tonitruantes do Rainbow.... o Judas Priest chegou para unificar e amplificar todas estas características diferentes da paleta de sons do hard rock. Pela primeira vez o heavy metal se tornava um gênero de verdade, por si só. | ” |

Embora o Judas Priest não tenha conseguido colocar um álbum no Top 40 dos Estados Unidos até 1980, para muitos ela foi a banda definitiva de heavy metal pós-Sabbath; seu ataque duplo na guitarra, com andamentos rápidos e um som metálico, mais limpo e sem influências do blues, passou a ser uma grande influência nos artistas que se seguiram à banda. Enquanto o heavy metal crescia em popularidade, a maior parte dos críticos não parecia ter se apaixonado pela música; levantaram objeções quanto à adoção que o estilo havia feito dos espetáculos visuais e de outros artifícios comerciais, porém a principal ofensa parecia ser o seu suposto vazio musical, e em suas letras: ao criticar um álbum do Black Sabbath no início da década de 1970, o importante crítico Robert Christgau o descreveu como uma "exploração amoral, tola… enfadonha e decadente".

### Mainstream: final da década de 1970 e década de 1980

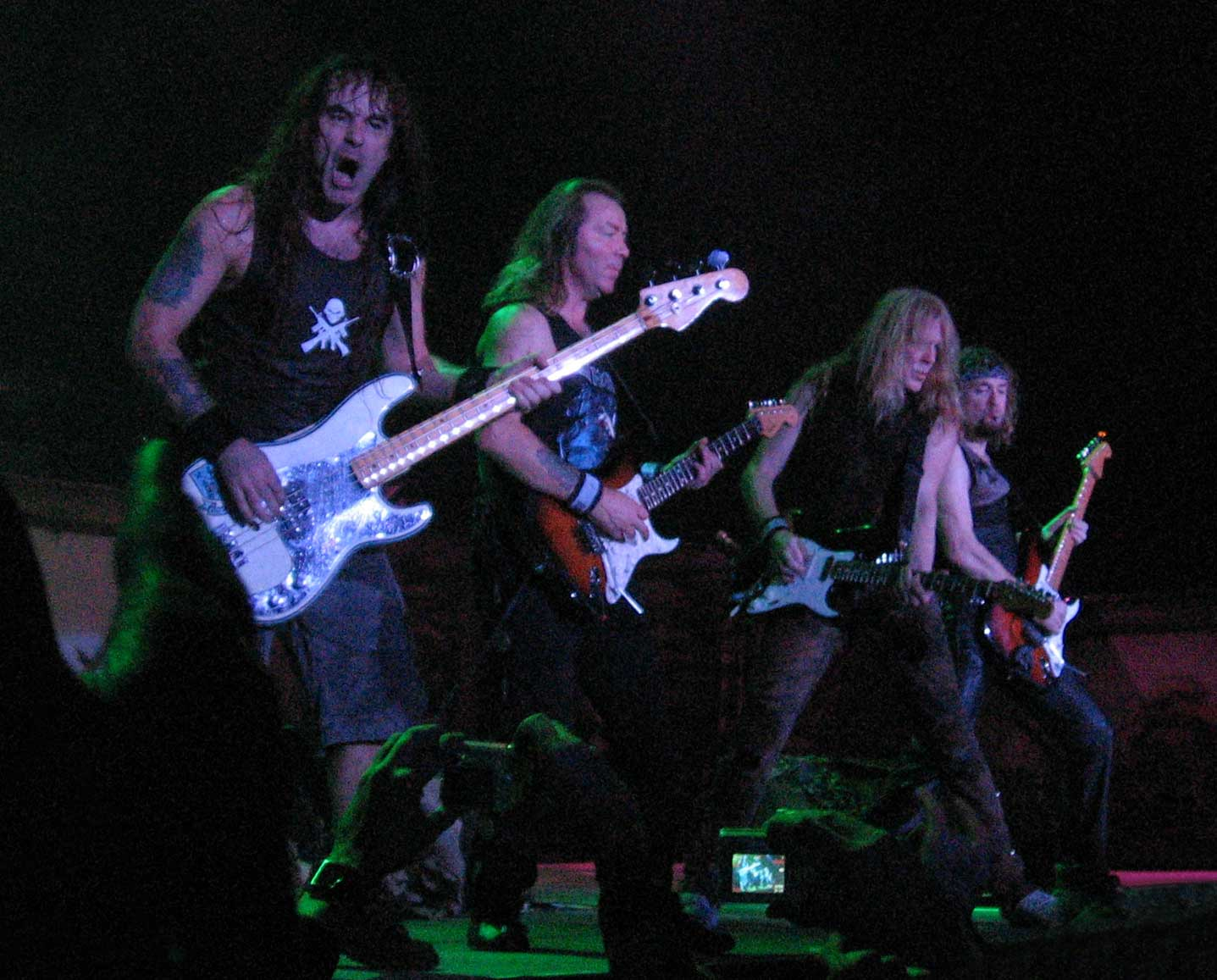
Iron Maiden, uma das bandas centrais do movimento New Wave of British Heavy Metal

As vendas dos discos de heavy metal diminuíram drasticamente no final da década de 1970, perdendo espaço para o punk rock, disco e outros tipos de rock. Com as grandes gravadoras fixadas no punk, muitas bandas britânicas novas de heavy metal foram influenciadas pelos movimentos agressivos, sons de alta energia e tendência de baixa fidelidade e "faça você mesmo". Bandas de metal underground começaram a surgir com gravações feitas de forma independente e barata para pequenas audiências. O Motörhead, fundado em 1975, foi a primeira banda importante a ficar em uma posição intermediária entre o punk e o metal. Com a explosão do punk em 1977, outras bandas seguiram a mesma linha. Não demorou até os jornais musicais britânicos como o NME e Sounds tomarem conhecimento do que foi batizado por Geoff Barton como movimento New Wave of British Heavy Metal ("Nova Onda do Heavy Metal Britânico"). O NWOBHM, que incluía bandas como Iron Maiden, Saxon e Def Leppard, deu uma nova carga de energia ao gênero. Seguindo o exemplo de Judas Priest e Motörhead, as bandas de heavy metal endureceram os seus sons, reduzindo os elementos do blues e colocando andamentos cada vez mais rápidos. Em 1980, o NWOBHM invadiu o mainstream, com álbuns do Iron Maiden e Saxon, bem como Motörhead, atingindo o top 10 das paradas britânicas. Embora menos bem-sucedidas comercialmente, outras bandas do NWOBHM tais como Venom e Diamond Head, também tiveram uma influência significativa no desenvolvimento do metal. Em 1981, o Motörhead tornou-se a primeira banda desta nova geração a atingir o topo das paradas do Reino Unido com No Sleep 'til Hammersmith.

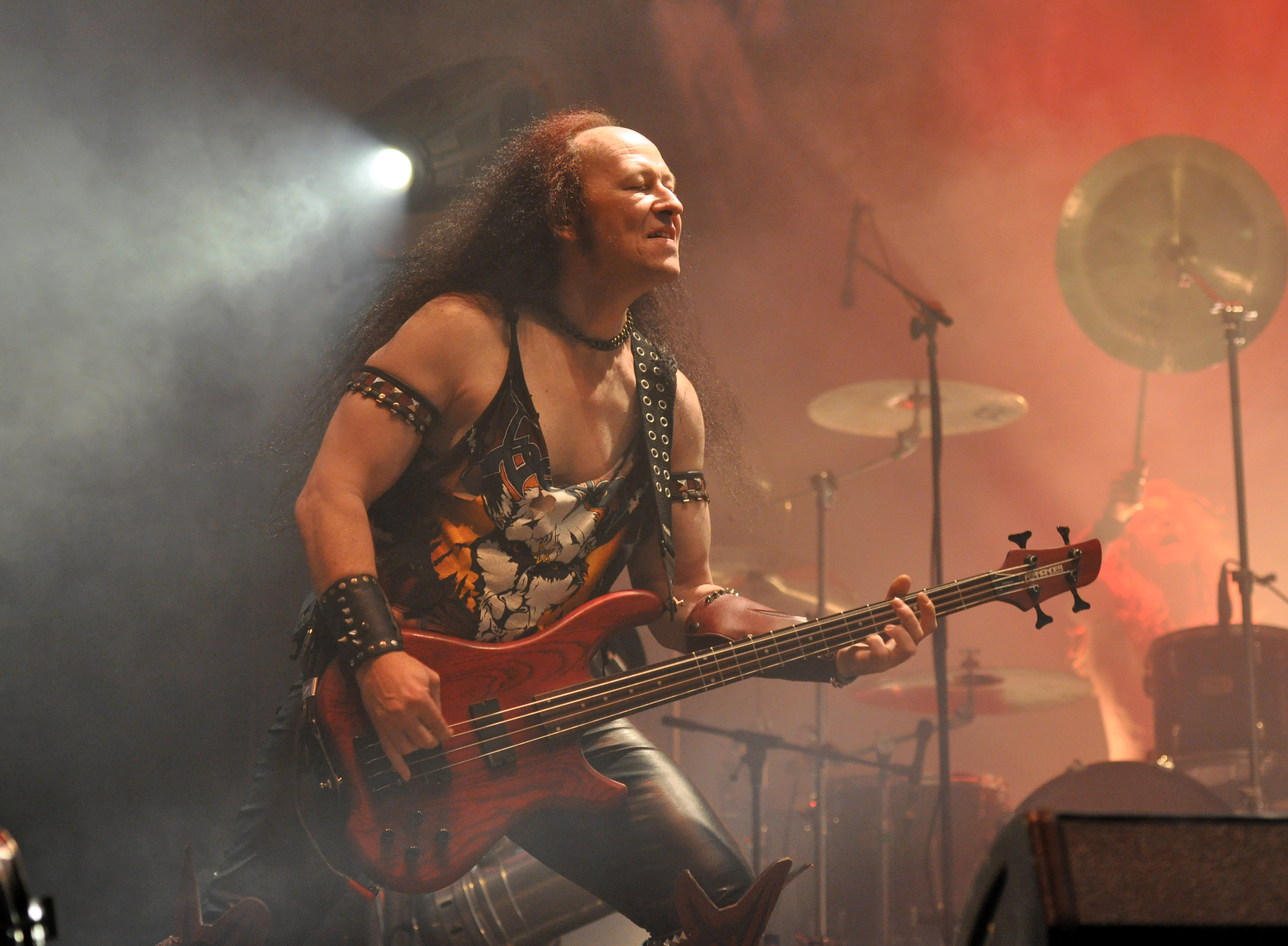
Cronos com a banda Venom, que teve grande influência sobre o metal extremo

Enquanto isso, as primeiras bandas de heavy metal foram perdendo o centro das atenções. O Deep Purple havia acabado com a saída de Ritchie Blackmore em 1975, e o Led Zeppelin se dissolveu após a morte do baterista John Bonham em 1980. O Black Sabbath era constantemente ofuscado pela banda que abria os seus shows, o Van Halen. Eddie Van Halen estabeleceu-se como um dos melhores guitarristas de sua época — seu solo em "Eruption", no álbum Van Halen, é considerado um marco. Randy Rhoads e Yngwie Malmsteen também eram guitarristas destacados pela sua habilidade, associados com o que seria conhecido como metal neoclássico. A inserção de elemento da música clássica tinha começado com Blackmore e pelo guitarrista dos Scorpions, Uli Jon Roth; essa nova geração ocasionalmente fazia uso da guitarra clássica (violão), como Rhoads fez em "Dee" de Blizzard of Ozz (1980), o primeiro álbum solo do antigo vocalista do Sabbath, Ozzy Osbourne.
Inspirados pelo sucesso do Van Halen, uma outra vertente do metal começou a se desenvolver no sul da Califórnia ao final da década de 1970. Vindas dos clubes da Sunset Strip em Los Angeles, bandas como Quiet Riot, Ratt, Mötley Crüe e W.A.S.P. foram influenciadas pelo heavy metal tradicional do início da década de 1970, incorporando as performances teatrais (às vezes com maquiagem) do glam rock de bandas como Alice Cooper e Kiss. As letras dessas bandas de glam rock normalmente enfatizavam o hedonismo e o comportamento selvagem. Musicalmente, o estilo era distinguido pelos rápidos solos de guitarra shred, coros e uma abordagem melódica relativamente pop. O movimento do glam metal — juntamente com os estilos semelhantes, como o da banda nova-iorquina Twisted Sister — tornou-se uma grande força no espectro do rock.
Nos moldes do movimento New Wave of British Heavy Metal, o Judas Priest lançou British Steel (1980) enquanto o heavy metal se tornava cada vez mais popular no início da década 1980. Muitos artistas do gênero se beneficiaram pela exposição da MTV desde 1981 — as vendas muitas vezes disparavam quando os videoclipes das bandas eram exibidos no canal. Vídeos do Def Leppard para o álbum Pyromania (1983) ajudaram a banda a conseguir status de superstars nos Estados Unidos e o Quiet Riot tornou-se a primeira banda nacional de heavy metal a chegar ao topo da parada da Billboard com Metal Health (1983). A popularidade do metal já permitia a participação em eventos de grande porte, como no US Festival de 1983 na Califórnia que contou com Ozzy Osbourne, Van Halen, Scorpions, Mötley Crüe e Judas Priest, no chamado "dia do metal". No Brasil, o Rock in Rio em 1985, contou com vários nomes importantes do metal da época. Entre 1983 e 1984, o heavy metal passou de 8% para uma quota de 20% de todas as gravações vendidas nos Estados Unidos. Várias revistas profissionais dedicadas ao gênero foram lançadas, como a Kerrang! (em 1981) e a Metal Hammer (em 1984), bem como uma série de publicações de fãs. Em 1985, a Billboard declarou: "O Metal ampliou sua base de audiência. A música de metal não é mais de domínio exclusivo de adolescentes do sexo masculino. O público do metal tornou-se mais velho (em idade universitária), jovem (pré-adolescente) e mais feminino.
Em meados da década de 1980, o glam metal era presença dominante nas paradas dos EUA, nos canais musicais e na programação das casas de shows. Novas bandas, tais como os californianos do Warrant e também bandas da costa leste, como Poison e Cinderella, conseguiram grande sucesso, enquanto Mötley Crüe e Ratt continuavam populares. Preenchendo a lacuna entre o hard rock e o glam metal, o Bon Jovi de Nova Jérsei conseguiu um enorme sucesso com o seu terceiro álbum, Slippery When Wet (1986). O estilo semelhante da banda sueca Europe fez com que chegassem ao topo das paradas internacionais, com o álbum The Final Countdown (1986). A sua faixa-título tornou-se um hit número 1 em 25 países. Em 1987, estreou na MTV o programa Headbangers Ball, dedicado exclusivamente a videoclipes de heavy metal. No entanto, o público do metal começou a se dividir e muitos começaram a favorecer estilos mais underground e pesados, desacreditando os estilos mais populares como o "light metal" ou "hair metal".
Uma banda que atingiu diversos públicos foi o Guns N' Roses. Em contraste com os seus conterrâneos do glam metal de Los Angeles, eles eram vistos como uma banda mais crua e pesada. Com o lançamento do álbum de estreia, Appetite for Destruction (1987) conseguiram reinventar quase sozinho o estilo da Sunset Strip por vários anos. No ano seguinte, o Jane's Addiction surgiu da mesma cena dos clubes de hard rock de Los Angeles, com seu famoso álbum Nothing's Shocking. Na crítica do álbum, a Rolling Stone declarou: "Jane's Addiction são os verdadeiros herdeiros do Led Zeppelin." O grupo foi o primeiro a ser identificado como "metal alternativo", tendência que viria à tona na próxima década. Enquanto isso, novas bandas como o Winger de Nova Iorque e Skid Row de Nova Jérsei sustentavam a popularidade do glam metal.

### Outros gêneros dometal: décadas de 1980, 1990, 2000 e 2010
A maioria dos subgêneros do heavy metal se desenvolveram na década de 1980, fora do mainstream comercial. O crítico Garry Sharpe-Young, autor de uma enciclopédia multivolume sobre o metal, separa o gênero underground em cinco grandes categorias: thrash metal, death metal, black metal, power metal e os subgêneros relacionados ao doom e gothic metal.

#### Thrash metal

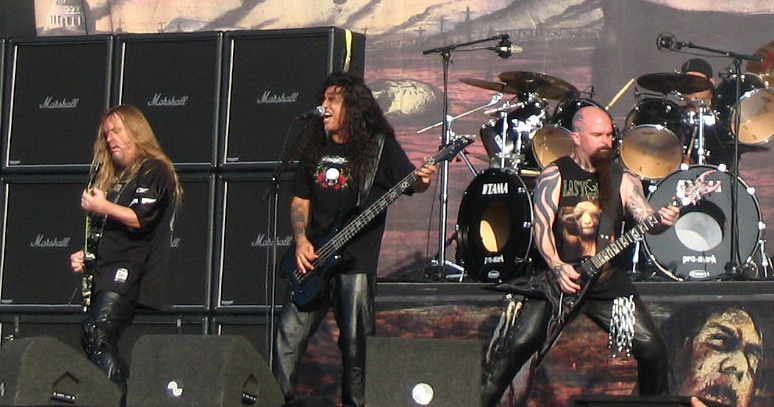
A banda de thrash metal Slayer, tocando ao vivo em 2007

O thrash metal surgiu no começo da década de 1980, influenciado pelo hardcore punk e New Wave of British Heavy Metal, particularmente nas canções mais aceleradas, conhecidas como speed metal. O movimento começou nos Estados Unidos com o thrash metal da Bay Area. O som desenvolvido pelos grupos de thrash era mais rápido e agressivo do que o das bandas do metal original, os riffs graves são tipicamente acompanhados por conduções shred. As letras muitas vezes expressam pontos de vista niilistas ou lidam com questões sociais, usando uma linguagem visceral e agressiva. O thrash por vezes é descrito como "a música da decadência urbana.
O subgênero foi popularizado pelo "Big Four of Thrash": Metallica, Anthrax, Megadeth e Slayer. Três bandas alemãs, Kreator, Sodom e Destruction, tiveram papel crucial na vinda do gênero para a Europa. Outros, como os californianos da região de São Francisco do Testament e Exodus, o Overkill de Nova Jérsei e o Sepultura de Minas Gerais, também tiveram impacto significativo. Mesmo que o thrash tenha começado como uma cena underground — e permanecido assim em grande parte por quase uma década — as principais bandas do movimento já começavam a atingir um público mais vasto. O Metallica chegou ao top 40 das paradas da Billboard com Master of Puppets (1986); dois anos depois, o álbum ...And Justice for All chegou à sexta posição, enquanto Megadeth e Anthrax conseguiram chegar ao top 40.
Embora com menos sucesso comercial do que o resto do Big Four, o Slayer foi responsável pelo disco considerado definitivo do gênero: Reign in Blood (1986). A revista Kerrang! descreveu-o como "o álbum mais pesado de todos os tempos". Duas décadas depois, a Metal Hammer nomeou-o como o "melhor álbum dos últimos vinte anos". O disco, que foi melhor produzido que os antecessores, levou o Slayer a um novo patamar dentro da cena do metal, ajudando na popularização do subgênero e influenciando futuros grupos de metal extremo.
No início da década de 1990 o thrash chegou ao seu ponto máximo de sucesso, desafiando e redefinindo o mainstream do metal. Em 1991, o Metallica com seu álbum autointitulado (conhecido por muitos como Black Album), chegou ao topo das paradas da Billboard, devido ao seu afastamento do thrash e se aproximando de um heavy metal mais clássico. O Megadeth com Countdown to Extinction (1992) chegou à segunda posição, e o Anthrax e Slayer conseguiram o top 10. Bandas mais regionais, como o Testament e Sepultura conseguiram chegar ao top 100.

#### Death metal

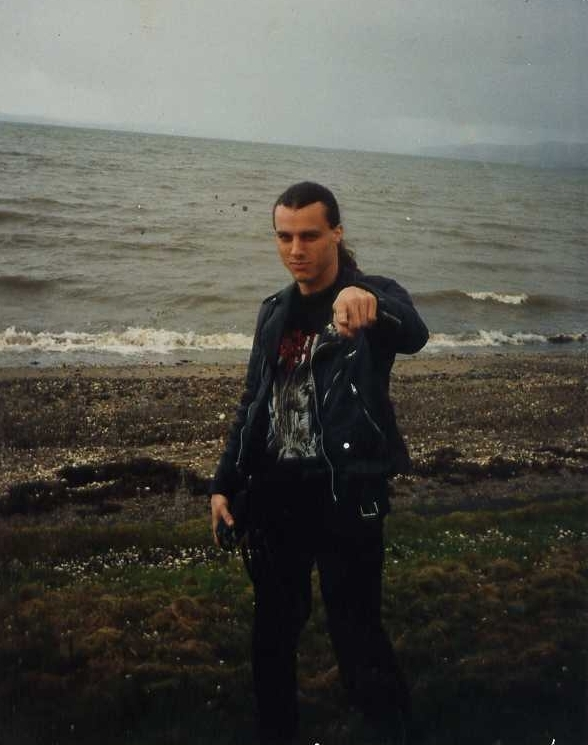
Chuck Schuldiner da banda Death é "amplamente reconhecido como o pai do death metal".

O thrash evoluiu e dividiu-se em outros gêneros de metal extremo. Segundo a MTV News, "a música do Slayer foi diretamente responsável pela ascensão do death metal." A banda Venom do NWOBHM também foi uma progenitora importante. O movimento do death metal na América do Norte e na Europa adotou elementos da blasfêmia e diabolismo. A banda Death da Flórida e Possessed da Bay Area são reconhecidas como as bandas seminais do estilo, ambos são creditados como inspiração para a criação do nome deste subgênero, o Death pelo seu nome em si e o Possessed pela canção chamada "Death Metal" do álbum Seven Churches (1986).
O death metal utiliza a velocidade e agressividade do thrash e hardcore, fundidas com letras inspiradas em filmes slasher, violência e satanismo. Os vocais são geralmente sombrios, envolvendo vocais guturais, gritos estridentes e outras técnicas incomuns. Complementando o vocal agressivo, são usadas guitarras altamente distorcidas e percussões extremamente rápidas, muitas vezes no padrão metranca. Mudanças frequentes de tempo e fórmula de compasso também são muito utilizadas.
Os fãs e grupos de death metal, assim como os de thrash metal, geralmente rejeitam a teatralidade dos estilos de metal anteriores. Mas essa regra possui exceções, como Glen Benton do Deicide que costumava usar uma cruz invertida na testa e armadura durante suas apresentações.
Deicide, Morbid Angel, Death e Obituary foram os maiores precursores da cena do death metal que surgiu na Flórida em meados da década de 1980. No Reino Unido, o estilo relacionado conhecido como grindcore era liderado por bandas como o Napalm Death e Extreme Noise Terror, emergindo do anarcopunk.

#### Black metal

Ruínas da Igreja de madeira de Fantoft, capa do EP Aske (1992), do Burzum. Apesar de negar, Varg Vikernes é acusado de queimar três igrejas na Noruega. Outros incêndios também são associados a membros de grupos ou pessoas próximas ao ambiente do "black metal"

A primeira onda de black metal começou na Europa em meados da década de 1980, liderada pelos britânicos do Venom, Mercyful Fate da Dinamarca, Hellhammer e Celtic Frost da Suíça e Bathory da Suécia. No fim da década, bandas norueguesas como o Mayhem e Burzum lideraram a segunda onda. O black metal varia consideravelmente em estilo e qualidade de produção, mas a maioria das bandas utilizam-se de vocais agudos e guturais, guitarras altamente distorcidas tocadas com um rápido tremolo picking, atmosfera "dark" nas canções e gravações em baixa fidelidade intencional, com ruído de fundo. Temas satânicos são comumente associados ao black metal (apesar de muitos grupos negarem relação), muitas bandas também se inspiram no paganismo antigo, promovendo um retorno aos valores pré-cristãos. Muitas bandas de black metal "experimentam todas as formas possíveis de metal, folk, música clássica, eletrônica e avant-garde." O baterista Fenriz do Darkthrone, explica: "Tinha algo a ver com a produção, as letras, a forma com que se vestiam e o compromisso de fazer material feio, cru e sombrio. Não era um som genérico."
Na década de 1990, os integrantes do Mayhem regularmente usavam corpse paint ("pintura de cadáver") nas apresentações; várias outras bandas de black metal também adotaram esse visual. O Bathory foi a banda líder dos movimentos viking metal e folk metal, e o Immortal foi quem trouxe as blast beats à tona. Algumas bandas e fãs do black metal escandinavo do início da década de 1990 foram associados a grandes atos de violência, como os incêndios criminosos de igrejas naquela região. O sucesso comercial do death metal também incomodava; de acordo com Gaahl, ex-vocalista do Gorgoroth, o "black metal nunca foi destinado a atingir um público... [Nós] tínhamos um inimigo comum, que era o cristianismo, o socialismo e tudo que a democracia representa."
Em 1992, a cena do black metal começou a emergir em áreas fora da Escandinávia, como Alemanha, França e Polônia. Em 1993, o assassinato de Euronymous, do Mayhem por Varg Vikernes do Burzum foi amplamente comentando pela mídia. Por volta de 1996, quando muitos consideravam que o movimento estava estagnado, várias bandas do estilo, como o Burzum, começaram explorar a música ambiente, enquanto bandas como os suecos do Tiamat e os suíços do Samael tocavam o chamado black metal melódico. No final de década de 1990 e começo da de 2000, os noruegueses do Dimmu Borgir trouxeram o black metal mais próximo do mainstream, assim como o Cradle of Filth, que segundo a Metal Hammer é a banda inglesa de maior sucesso desde o Iron Maiden.

#### Power metal

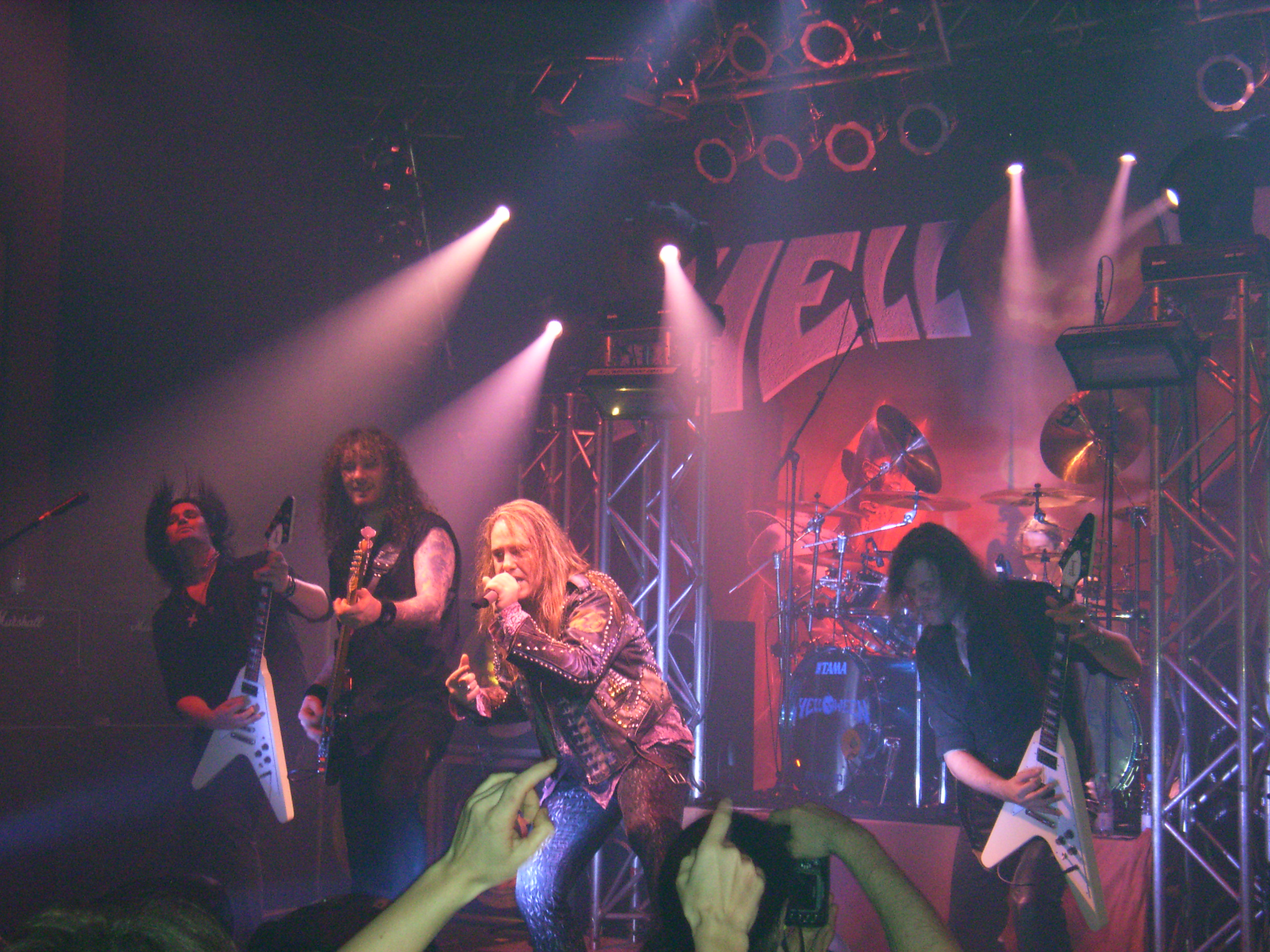
Helloween, uma das principais bandas responsáveis pelo desenvolvimento do power metal

A cena do power metal surgiu durante em meados da década de 1980, em grande parte como uma reação à aspereza do death e black metal. Apesar de ser relativamente pouco conhecido na América do Norte, é bastante popular na Europa, Japão e América do Sul. O power metal se concentra em temas otimistas e épicos, que "apelam ao ouvinte os sentidos do valor e da beleza." O protótipo do estilo começou em meados da década de 1980 com os alemães do Helloween, que juntaram riffs enérgicos, abordagem melódica e estridente, e vocais "limpos" como das bandas Judas Priest e Iron Maiden, combinado com a energia e velocidade do thrash metal, "cristalizando os ingredientes sonoros do que hoje é conhecido como power metal."
Bandas tradicionais de power metal, como os suecos do HammerFall, os ingleses do DragonForce e os americanos do Iced Earth, possuem um som claramente inspirado no estilo NWOBHM. Várias bandas de power metal, como o Kamelot dos Estados Unidos, Nightwish da Finlândia e Rhapsody of Fire da Itália, são caracterizadas pelo chamado power metal sinfônico, que utiliza o som do teclado como base e por vezes até elementos de orquestra.
O power metal construiu uma forte base de fãs no Japão e na América do Sul, onde bandas brasileiras, como os paulistanos do Angra e argentinas, como o Rata Blanca de Buenos Aires são bastante populares.
O metal progressivo é um estilo relacionado ao power metal que adota a abordagem complexa nas composições de bandas como Rush e King Crimson. Esse estilo emergiu nos Estados Unidos em meados da década de 1980, com bandas como Queensrÿche, Fates Warning e Dream Theater. A mistura entre power metal e progressivo é caracterizada pela banda de Nova Jérsei, Symphony X, cujo guitarrista Michael Romeo é um dos mais reconhecidos shredders dos últimos anos.

#### Doomegothic metal

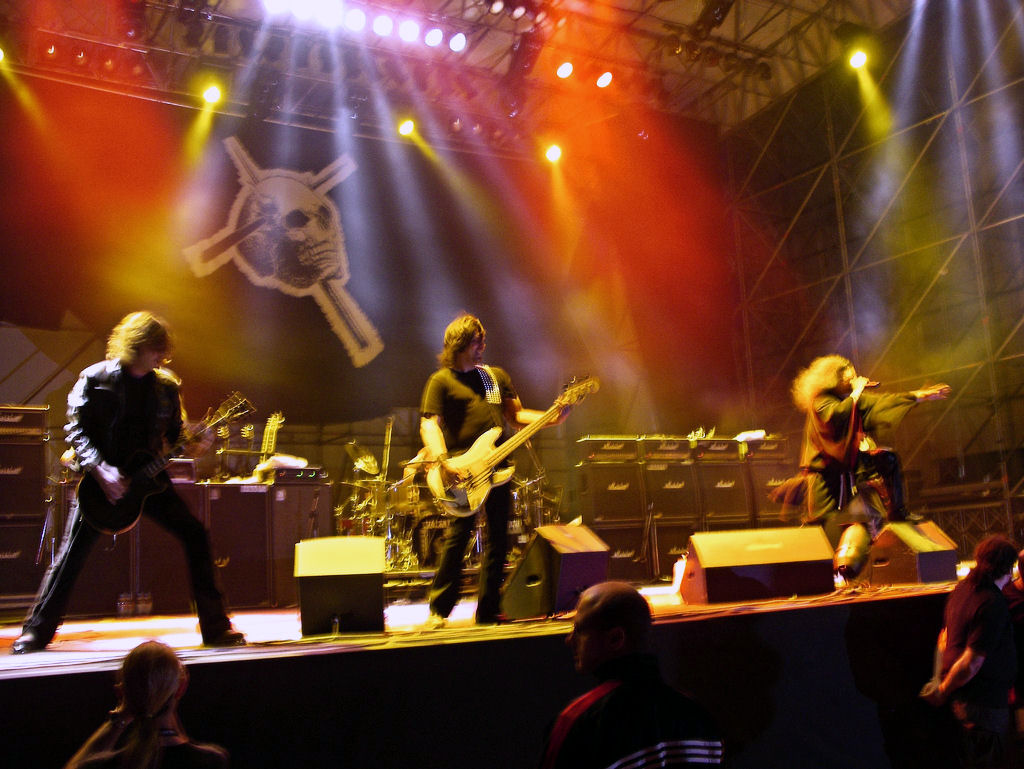
Candlemass, uma das principais bandas responsáveis pelo desenvolvimento do doom metal

O movimento do doom metal surgiu em meados da década de 1980, com bandas como os californianos do Saint Vitus, The Obsessed de Maryland, Trouble de Chicago e Candlemass da Suécia, rejeitando a ênfase na velocidade (habitual em outros gêneros do metal) e optando por canções bem mais lentas. O doom metal traça suas raízes nos temas líricos e abordagem musical do começo do Black Sabbath. A banda The Melvins também exerceu influência significativa sobre o doom metal e inúmeros dos seus subgêneros. O doom caracteriza-se por tempos e melodia em ritmo melancólico, com um clima sepulcral em comparação aos outros gêneros de metal.
Em 1991, a banda Cathedral ajudou a desencadear uma nova onda do doom metal, com seu álbum de estreia Forest of Equilibrium. Durante o mesmo período, o gênero de fusão death/doom metal das bandas britânicas Paradise Lost, My Dying Bride e Anathema, deu origem ao gothic metal europeu, que é caracterizado por utilizar vocais duplos. Bandas influentes do estilo incluem o Theatre of Tragedy e Tristania da Noruega, e Type O Negative de Nova Iorque. Essa última foi responsável por introduzi-lo nos Estados Unidos.
Nos final da década de 1980, surgiu nos Estados Unidos o sludge metal, que misturava o doom e hardcore — o Eyehategod e Crowbar foram as bandas mais influentes da grande cena sludge que ocorreu na Louisiana. No começo da década seguinte, o Kyuss e Sleep da Califórnia, lideraram a ascensão do stoner metal, inspirados pelas bandas de doom metal anteriores. Enquanto isso, em Seattle, o Earth ajudou a desenvolver o subgênero drone metal. No final da década de 1990, surgiram bandas novas com o som stoner/doom clássico, como o Goatsnake, de Los Angeles e Sunn O))), que também misturam doom, drone e dark ambient — som que o New York Times comparou à "raga indiana no meio de um terremoto."

### Novas fusões: década de 1990 e início da década de 2000

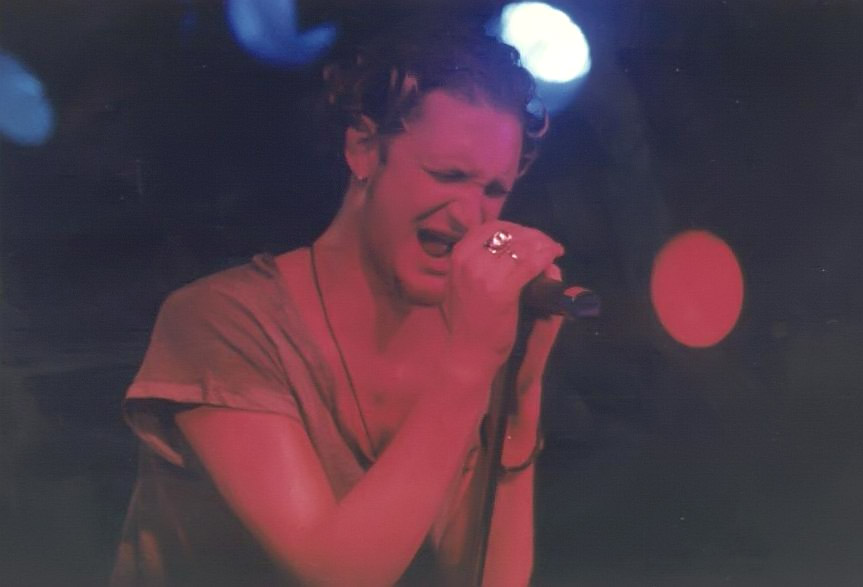
Layne Staley do Alice in Chains, uma das bandas mais populares e identificáveis do metal alternativo, foto de apresentação em 1992

A era do mainstream do metal na América do Norte chegou ao fim com o começo da década de 1990, dando espaço para o surgimento de bandas grunge, como o Nirvana, sinalizando o avanço de popularidade do rock alternativo. O grunge era influenciado pelo som do heavy metal, mas rejeitava os excessos sonoros das bandas de metal mais populares.
O glam metal perdeu completamente a popularidade não só devido ao sucesso do grunge, mas também por causa da crescente popularidade de sons mais agressivos, como o do Metallica, e groove metal pós-thrash, com o do Pantera e White Zombie. Contrariando a tendência, algumas bandas de metal alcançaram sucesso comercial durante a primeira metade da década — o álbum Far Beyond Driven (1994) do Pantera chegou ao topo das paradas da Billboard naquele ano — porém, "aos olhos chatos do mainstream o metal estava morto". Algumas bandas tentaram adaptar-se ao novo cenário musical. O Metallica, por exemplo, renovou a sua imagem: os membros da banda mudaram o visual e cortaram os cabelos, e em 1996 encabeçaram o Lollapalooza, festival de rock alternativo criado por Perry Farrell, vocalista do Jane's Addiction. Apesar disso provocar uma reação negativa dos fãs de longa data, o Metallica continuou sendo uma das bandas mais bem-sucedidas do mundo durante o novo século.
Como o Jane's Addiction, muitos dos grupos mais populares da década de 1990 com raízes no heavy metal eram enquadrados no termo "metal alternativo". Bandas da cena grunge de Seattle, como o Soundgarden, são creditadas por criarem "um lugar para o heavy metal no rock alternativo", com o Alice in Chains no centro desse movimento. Essa designação foi aplicada a uma série de outros atos que fundiam metal com outros estilos: O Faith No More combinava seu rock alternativo com punk, funk, metal e hip hop; O Primus unia elementos do funk, punk, thrash metal e música experimental; Tool juntava metal com rock progressivo; bandas como Fear Factory, Ministry e Nine Inch Nails, começaram a incorporar o metal ao seu som industrial, e vice-versa; Marilyn Manson seguiu um caminho similar, ao mesmo tempo empregando características que já haviam sido popularizadas pelo Alice Cooper. Artistas de metal alternativo, apesar de não representarem uma cena musical concreta, tinham em comum a vontade de experimentar com o gênero do metal e a sua rejeição a estética do glam metal (com encenações como de Marilyn Manson e White Zombie — também identificados como metal alternativo — sendo significativas, ainda que possuindo parciais exceções). A junção de estilos e sons do metal alternativo representaram "os pitorescos resultados do metal abrindo-se para enfrentar o mundo exterior."

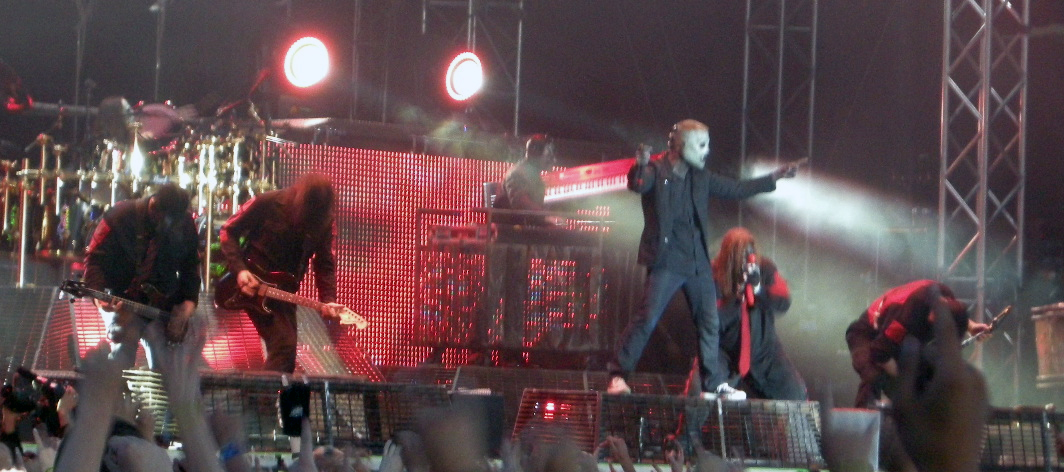
O Slipknot, uma das principais e mais extremas bandas do nu metal

De meados até ao final da década de 1990 surgiu uma nova onda de bandas de metal nos Estados Unidos, que pegavam como inspiração o metal alternativo e sua mistura de gêneros. O nu metal de bandas como Slipknot, Linkin Park, Limp Bizkit, Papa Roach, P.O.D., Korn e Disturbed, incorporou elementos que iam desde o death metal até ao hip hop, muitas vezes incluindo DJ e vocais ao estilo rap. O nu metal ganhou o mainstream através de uma grande rotação na MTV e introdução do Ozzfest de Ozzy Osbourne em 1996, que levou a mídia a comentar sobre um possível ressurgimento do heavy metal. Em 1999, a Billboard registrou que existiam mais de 500 programas de rádio voltados ao metal nos EUA, quase três vezes mais do que dez anos antes. Mas mesmo com o nu metal popular, os fãs do metal tradicional não abraçaram totalmente o estilo. No início de 2003, a popularidade do movimento já estava em declínio apesar de várias bandas, como o System of a Down, continuarem a acumular números significantes de seguidores.

### Tendências recentes: meio e fim da década de 2000
O metal voltou a popularizar-se na década de 2000, principalmente na Europa Continental. No novo milênio, a Escandinávia emergiu como área produtora de bandas inovadoras e de sucesso, enquanto Bélgica, Países Baixos e especialmente Alemanha, foram os mercados mais importantes. Se estabeleceram bandas continentais que colocaram vários álbuns no top 20 das paradas alemãs entre 2003 e 2008, como a banda finlandesa Children of Bodom, os noruegueses do Dimmu Borgir, alemães do Blind Guardian e suecos do HammerFall. Na década de 2000 também houve o ressurgimento da cena thrash metal.

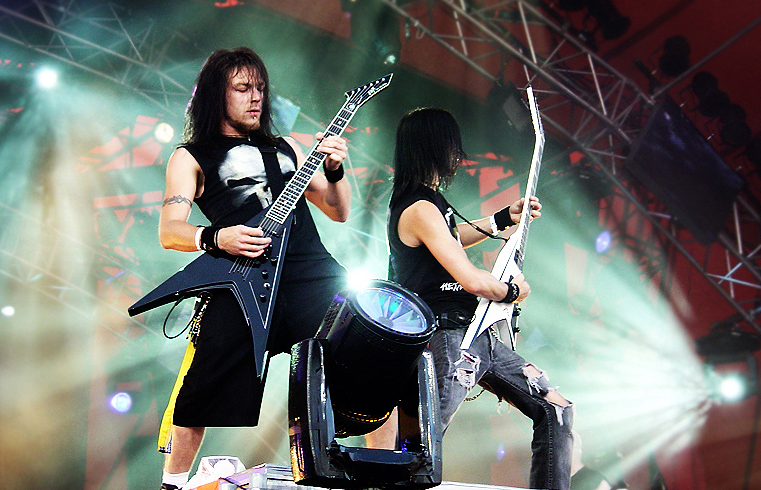
Bullet for My Valentine, uma das principais bandas do metalcore

O metalcore, um híbrido de metal extremo e hardcore punk, emergiu com uma grande força comercial em meados da década de 2000. Esse estilo está enraizado em um estilo cruzado do thrash, desenvolvido duas décadas antes por bandas como Suicidal Tendencies, Dirty Rotten Imbeciles e Stormtroopers of Death. Na década de 1990, o metalcore foi em sua maioria um fenômeno underground; as primeiras bandas do estilo incluem Earth Crisis, Converge, Hatebreed e Shai Hulud. Em 2004, o metalcore melódico — influenciado pelo death metal melódico — tornou-se popular o suficiente para que álbuns como The End of Heartache do Killswitch Engage e The War Within do Shadows Fall, chegassem à vigésima-primeira e vigésima posições, respectivamente, nas paradas da Billboard.
Fever, o terceiro álbum de estúdio da banda galesa Bullet for My Valentine, estreou na terceira posição na Billboard 200 e em primeiro nas paradas de rock e alternativo da revista Billboard, tornando-se um recorde da banda até à data. Nos últimos anos, as bandas de metalcore receberam faixas de destaque no Ozzfest e no Download Festival.
Na década de 2000 também estiveram associados à cena metalcore gêneros como o mathcore, que apresenta estruturas musicais complexas, progressivas e técnicas, com fortes influencias do jazz, representado por bandas como Converge, Protest the Hero e The Dillinger Escape Plan, e o deathcore, um híbrido do metalcore com o death metal e o hardcore punk, por bandas como Bring Me the Horizon, Carnifex e Suicide Silence.
Em 2006, a banda de groove metal Lamb of God, chegou no top 10 da Billboard, com o álbum Sacrament. O sucesso dessas e outras bandas, como o Trivium que leva características do thrash e Mastodon que possui um estilo progressivo/sludge, inspiraram um revival do metal nos Estados Unidos que foi chamado por vários críticos de "New Wave of American Metal".
O termo "retro-metal" é aplicado a bandas como os australianos do Wolfmother e Airbourne. O álbum autointitulado de estreia lançado em 2005 da banda Wolfmother possuí elementos claramente inspirados em bandas como Deep Purple e Led Zeppelin. A canção "Woman", faixa do álbum, ganhou o prêmio Best Hard Rock Performance do 49.º Grammy Awards em 2007. No mesmo ano, o Slayer venceu o prêmio de Best Metal Performance com "Eyes of the Insane" e no ano seguinte venceu novamente com "Final Six". O Metallica ganhou o prêmio em 2009, com "My Apocalypse".

### Década de 2010

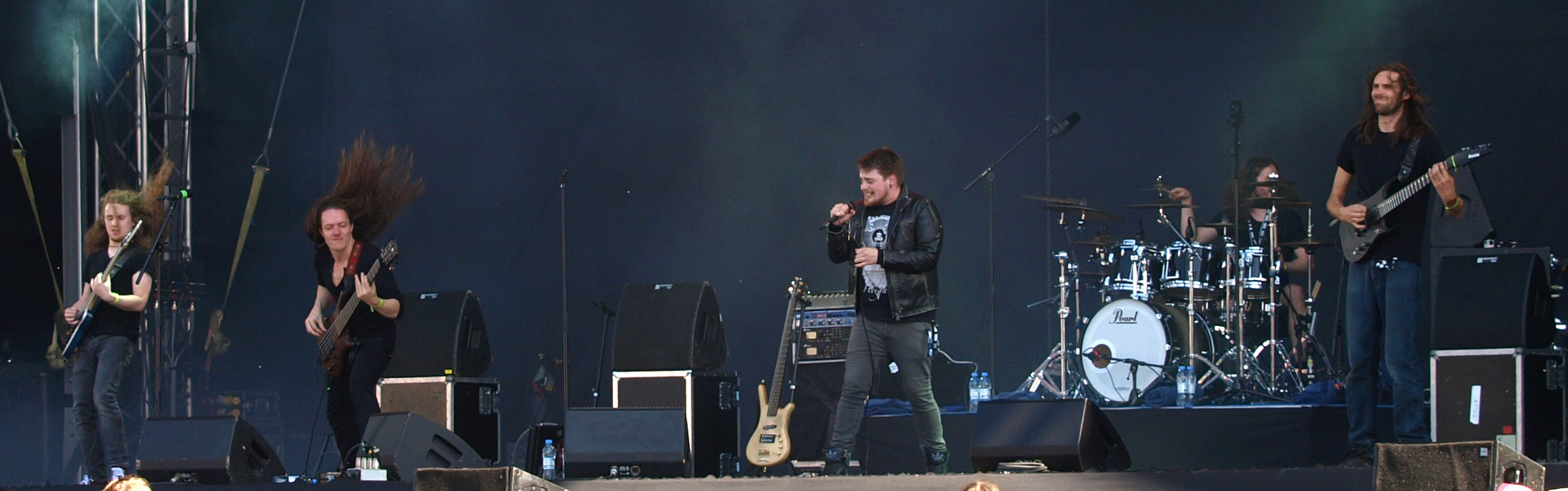
TesseracT, uma das precursoras e principais bandas do Djent

Nessa década de 2010 houve o surgimento e o desenvolvimento de um novo gênero e de uma nova cena de metal, respectivamente denominado por Djent. Gênero esse na qual apresenta como característica excessivos riffs em palm mute que são fortemente dissonantes e distorcidos, executados em constante contratempo e mesmo em polirritmia, bem como ocorrendo simultaneamente uma sonoridade ambiente. No Djent é comum o uso de guitarras de sete, de oito, e até de nove cordas. Entre algumas das principais bandas desse emergente gênero e cena estão o After the Burial (atualmante), o Animals as Leaders, o Born of Osiris (atualmente), o Meshuggah (atualmente, sendo essa uma banda precursora do gênero), o Monuments, o Periphery (atualmente), o TesseracT (também precursora do gênero), o The Contortionist, o Uneven Structure e o Vildhjarta.